# Atletiek op de Olympische Zomerspelen 2008 - Verspringen mannen
Het verspringen voor mannen op de Olympische Spelen van 2008 in Peking vond plaats op 16 augustus (kwalificatieronde) en 18 augustus (finale) in het Nationale Stadion van Peking.

## Kwalificatie
Elk Nationaal Olympisch Comité mocht drie atleten afvaardigen die in de kwalificatieperiode (1 september 2006 tot 23 juli 2008) aan de A-limiet voldeden (8,20 m). Een NOC mag één atleet afvaardigen, die in dezelfde kwalificatieperiode aan de B-limiet voldeed (8,05 m).

## Medailles
| Goud   | Irving Jahir Saladino Aranda | PAN |
| Zilver | Khotso Mokoena               | RSA |
| Brons  | Ibrahim Camejo               | CUB |

## Records
Vóór de Olympische Spelen van 2008 in Peking waren het wereldrecord en olympisch record als volgt.
| Wereldrecord     | 8,95 | Mike Powell | USA | Tokio, Japan        | 30 augustus 1991 |
| Olympisch record | 8,90 | Bob Beamon  | USA | Mexico-Stad, Mexico | 18 oktober 1968  |

## Uitslagen
De volgende afkortingen worden gebruikt:
- DNS Niet gestart
- X Ongeldige sprong
- Q Aan kwalificatie eis van 8,15 m voldaan
- q Gekwalificeerd door middel van bij de top twaalf te eindigen

### Kwalificatieronde
Groep A: 16 augustus 2008 20:00
| Atleet                | Land | Kwalificatie | Kwalificatie | Kwalificatie | Kwalificatie |
| Atleet                | Land | Sprong 1     | Sprong 2     | Sprong 3     | Rang         |
| --------------------- | ---- | ------------ | ------------ | ------------ | ------------ |
| Loúis Tsátoumas       | GRE  | 8,27         |              |              | 1 Q          |
| Ibrahim Cajemo        | CUB  | 8,23         |              |              | 2 Q          |
| Greg Rutherford       | GBR  | 8,16         |              |              | 3 Q          |
| Khotso Mokoena        | RSA  | 8,03         | X            | 8,14         | 4 q          |
| Hussain Taher Al Saba | KSA  | 5,74         | 8,04         | X            | 5 q          |
| Luis Felipe Meliz     | ESP  | X            | 7,77         | 7,95         | 6 q          |
| Gable Garenamotse     | BOT  | 7,58         | X            | 7,95         | 7 q          |
| Stephan Louw          | NAM  | 7,73         | X            | 7,93         | 8            |
| Yahya Berrabah        | MAR  | 7,88         | X            | X            | 9            |
| Tommi Evila           | FIN  | X            | X            | 7,88         | 10           |
| Samlim Sdiri          | FRA  | X            | X            | 7,81         | 11           |
| Sebastien Bayer       | GER  | X            | 7,43         | 7,77         | 12           |
| Hugo Chila            | ECU  | 7,77         | X            | X            | 13           |
| Mauro da Silva        | BRA  | X            | 7,75         | X            | 14           |
| Li Runrun             | CHN  | 7,70         | X            | 7,56         | 15 (SB)      |
| Morten Jensen         | NAM  | X            | 7,58         | 7,63         | 16           |
| Marcin Starzak        | POL  | X            | X            | 7,62         | 17           |
| Henry Dagmil          | PHI  | 7,58         | X            | X            | 18           |
| Nikolai Atanasov      | BUL  | X            | X            | 7,54         | 19           |
| Vladimir Malyavin     | RUS  | 7,32         | 7,35         | X            | 20           |
| Issam Nima            | ALG  | DNS          | DNS          | DNS          |              |

Groep B: 16 augustus 2008 20:00
| Atleet                | Land | Kwalificatie | Kwalificatie | Kwalificatie | Kwalificatie |
| Atleet                | Land | Sprong 1     | Sprong 2     | Sprong 3     | Rang         |
| --------------------- | ---- | ------------ | ------------ | ------------ | ------------ |
| Ngonidzashe Makusha   | ZIM  | 8,14         | 7,94         |              | 1 q          |
| Wilfredo Martinez     | CUB  | 7,92         | 7,80         | 8,07         | 2 q          |
| Ndiss Kaba Badji      | SEN  | 7,65         | 7,79         | 8,07         | 3 q          |
| Irving Saladino       | PAN  | X            | X            | 8,01         | 4 q          |
| Roman Novotny         | CZE  | 7,75         | 7,80         | 7,94         | 5 q          |
| Mohammed Al Khuwaildi | KSA  | X            | X            | 7,93         | 6            |
| Tyrone Smith          | BER  | 6,95         | 7,63         | 7,91         | 7            |
| Fabrice Lapierre      | AUS  | 7,90         | X            | X            | 8            |
| Trevell Quinley       | USA  | X            | X            | 7,87         | 9            |
| Andrew Howe           | ITA  | 7,73         | 7,81         | X            | 10           |
| Brian Johnson         | USA  | X            | 7,79         | X            | 11           |
| Andrii Makarchev      | UKR  | 7,77         | X            | X            | 12           |
| Chris Tomlinson       | GBR  | 7,52         | 7,62         | 7,20         | 13           |
| Tarik Bouguetaib      | MAR  | 7,69         | X            | X            | 14           |
| Herbert McGregor      | JAM  | 7,64         | 7,46         | 7,36         | 15           |
| Louis Tristan         | PER  | 7,58         | 7,62         | X            | 16           |
| Julien Fivaz          | SUI  | 7,53         | X            | X            | 17           |
| Miguel Pate           | USA  | X            | 7,34         | X            | 18           |
| Can Zhou              | CHN  | DNS          | DNS          | DNS          |              |
| Arnaud Casquette      | MRI  | DNS          | DNS          | DNS          |              |

### Finale
18 augustus 2008 20:10
| Rang   | Atleet                | Land | Kwalificatie | Kwalificatie | Kwalificatie | Kwalificatie | Kwalificatie | Kwalificatie | Resultaat |
| Rang   | Atleet                | Land | Sprong 1     | Sprong 2     | Sprong 3     | Sprong 4     | Sprong 5     | Sprong 6     | Resultaat |
| ------ | --------------------- | ---- | ------------ | ------------ | ------------ | ------------ | ------------ | ------------ | --------- |
| Goud   | Irving Saladino       | PAN  | X            | 8,17         | 8,21         | 8,34         | X            | X            | 8,34      |
| Zilver | Khotso Mokoena        | RSA  | 7,86         | X            | 8,02         | 8,24         | X            | X            | 8,24      |
| Brons  | Ibrahim Camejo        | CUB  | 7,94         | 8,09         | 8,08         | 7,88         | 7,93         | 8,20         | 8,20      |
| 4      | Ngonidzashe Makusha   | ZIM  | 8,19         | 8,06         | 8,05         | 8,10         | 8,05         | 6,48         | 8,19      |
| 5      | Martinez Wilfredo     | CUB  | 7,60         | 7,90         | X            | 8,04         | X            | 8,19         | 8,19      |
| 6      | Ndiss Kaba Badji      | SEN  | 8,03         | X            | 8,02         | 8,16         | 8,03         | 7,92         | 8,16 (SB) |
| 7      | Luis Felipe Meliz     | ESP  | X            | 8,02         | X            | X            | 7,98         | 8,07         | 8,07      |
| 8      | Gable Garenamotse     | BOT  | X            | 7,85         |              | geëlimineerd | geëlimineerd | geëlimineerd | 7,85      |
| 9      | Greg Rutherford       | GBR  | X            | 5,20         | 7,84         | geëlimineerd | geëlimineerd | geëlimineerd | 7,84      |
| 10     | Hussain Taher Al Saba | KSA  | 7,80         | X            | X            | geëlimineerd | geëlimineerd | geëlimineerd | 7,80      |
| 11     | Loúis Tsátoumas       | GRE  | X            | X            | X            | geëlimineerd | geëlimineerd | geëlimineerd |           |
| 12     | Roman Novotny         | CZE  | niet gestart | niet gestart | niet gestart | niet gestart | niet gestart | niet gestart |           |